# DPR Ian
Christian Yu (sinh ngày 6 tháng 9 năm 1990), được biết đến với nghệ danh DPR Ian, là một ca sĩ, nhạc sĩ, vũ công, nhà sản xuất và đạo diễn người Úc hiện đang hoạt động tại Los Angeles. Anh từng là thành viên của nhóm nhạc nam Yedang Entertainment C-Clown, hoạt động từ năm 2012 đến 2015. Yu ra mắt với tư cách nghệ sĩ solo dưới trướng công ty do chính anh đồng sáng lập – Dream Perfect Regime (DPR) – với đĩa đơn kỹ thuật số "So Beautiful" vào ngày 26 tháng 10 năm 2020. Album phòng thu đầu tay của anh, Moodswings in to Order, được phát hành vào ngày 29 tháng 7 năm 2022. Anh là nghệ sĩ solo nam K-pop được stream nhiều thứ 10 toàn cầu trên Spotify trong năm 2022.

## Thời thơ ấu
DPR Ian sinh ra tại Sydney, Úc vào ngày 6 tháng 9 năm 1990. Cha mẹ anh ly thân khi anh còn nhỏ, và anh được mẹ nuôi dưỡng. Anh theo học tại Wollongong High School of the Performing Arts và từng chơi trong một ban nhạc heavy metal, nơi anh chịu ảnh hưởng từ các buổi nhạc kịch và xiếc mà anh từng tham dự khi còn nhỏ.
Năm 2008, khi 18 tuổi, anh bắt đầu đăng video lên kênh YouTube của mình với tên gọi B Boy B.yu. Sau khi tốt nghiệp trung học, Yu theo học ngành khoa học và nghệ thuật tại Đại học Sydney trong một năm trước khi bỏ học. Sau đó, anh chuyển đến Hàn Quốc để theo đuổi con đường vũ công, ban đầu không có ý định trở thành một thần tượng K-pop. Tuy nhiên, điều đó đã thay đổi khi anh được một công ty giải trí phát hiện trên đường phố; khi tham gia buổi thử giọng, anh không biết hát nhưng đã gây ấn tượng với khả năng nhảy của mình.

## Sự nghiệp
Yu ra mắt với vai trò trưởng nhóm nhạc nam K-pop C-Clown dưới nghệ danh Rome, được lấy cảm hứng từ tên tiếng Hàn của anh là "Ba-rom". Nhóm nhạc gồm 6 thành viên ra mắt vào năm 2012 và là nhóm thần tượng đầu tiên được thành lập bởi công ty giải trí Banana Culture Entertainment, trước đây được biết đến với tên gọi Yedang Entertainment.
Sau khi C-Clown tan rã vào tháng 10 năm 2015, Yu cùng với Live, Cream và REM đã thành lập hãng thu âm Dream Perfect Regime – tất cả các thành viên đều gắn tiền tố DPR (viết tắt của hãng) vào nghệ danh của mình.
Năm 2021, anh phát hành mini album đầu tay Moodswings in This Order. Album phòng thu đầu tiên của anh, Moodswings in to Order, được phát hành vào năm 2022.
Yu là người đứng sau phần hình ảnh nghệ thuật của tập thể DPR và là đạo diễn cho tất cả các video âm nhạc của DPR, bao gồm các ca khúc như "Jasmine", "Legacy", và "Yellow Cab" của Live, cũng như các bài hát của chính anh như "So Beautiful", "No Blueberries", và "Ballroom Extravaganza". Anh cũng đã đạo diễn và chỉnh sửa video âm nhạc cho các nghệ sĩ ngoài DPR, bao gồm "HOLUP" của Bobby, "Body" của Mino, và "Wake Me Up" của Taeyang.
Năm 2020, DPR Ian xuất hiện trong video âm nhạc cho ca khúc "5 Stars" của CL. Họ cũng hợp tác trong bài hát "No Blueberries" trong cùng năm.
Năm 2021, DPR Ian và Live phát hành ca khúc "Diamonds + and Pearls" như một phần của nhạc phim Marvel Shang-Chi and the Legend of the Ten Rings. Đây là lần đầu tiên hai nghệ sĩ người Hàn (cùng với các nghệ sĩ khác trong album) góp mặt trong một album nhạc phim của Marvel.
Năm 2024, DPR Ian đạo diễn và xuất hiện trong video âm nhạc "Shopper" của IU.

## Nghệ thuật
DPR Ian được chẩn đoán mắc rối loạn lưỡng cực khi còn là một thiếu niên, và sau đó vào độ tuổi đôi mươi, anh được chẩn đoán thêm rối loạn nhân cách phân ly (DID). Trong những năm sau đó, anh quyết định đặt tên cho bản ngã thay thế mà anh đã sống chung phần lớn cuộc đời là Mito. Mito là bản ngã bảo vệ của anh, người sẽ thay thế khi cần thiết – điều này có thể xảy ra trong những giai đoạn trầm cảm của rối loạn lưỡng cực.
Trong một cuộc phỏng vấn với Billboard, anh chia sẻ: "Tôi muốn khắc họa một nhân vật đang vật lộn với nhiều chứng rối loạn tâm lý – điều có thể bị xem là tiêu cực hay đen tối trong hiện thực – nhưng đồng thời cũng có thể được nhìn nhận như là siêu năng lực dưới một góc độ khác."
Anh còn nói về một phiên bản nhân cách hóa của các cơn hưng cảm cao độ, gọi là "Mr. Insanity", trong album Dear Insanity, với chia sẻ: "Tôi nghĩ nó phải là về một ai đó đại diện cho sự hưng phấn cao độ nhất của tôi, nhưng nhìn chung tôi luôn cho rằng Mr. Insanity là một nhân vật đáng sợ. Bạn không thể chắc anh ta có thể làm gì."